# Peixe (Tocantins)
Peixe es un municipio brasileño del estado del Tocantins, creado en 1895 con tierras desmembradas de São João de la Palma (actual Paranã). Se localiza a una latitud 12°1′30″ S y a una longitud 48°32′21″ O, estando a una altitud de 240 metros. Su población estimada en 2004 era de 8711 habitantes.
Posee un área de 5111,29 km².